# Célula de Betz

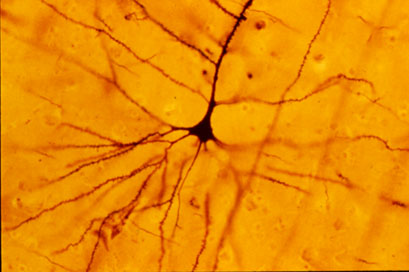
Célula piramidal gigante o de Betz de la capa V, teñida con el método de Golgi.

Las células de Betz son neuronas piramidales que se encuentran localizadas en la  capa V de la corteza motora primaria (M1). Las células de Betz son las neuronas piramidales más grandes de toda la corteza cerebral, midiendo su soma entre 90 y 100 micrómetros de diámetro. 
Sus largos axones se extienden hasta la médula espinal, pasando por el entrecruzamiento de las pirámides en el bulbo raquídeo para establecer sinapsis con las neuronas motoras de las astas anteriores de la médula espinal.
Las dendritas asimétricas de las células de Betz, se extienden a todas las capas corticales, descendiendo hasta la sustancia blanca, mientras que sus dendritas horizontales permanecen entre las capas V y VI de la corteza motora.
Las células de Betz deben su nombre al científico ruso Vladimir Alekseyevich Betz, quien las describió en 1874.